# Media Permata
Media Permata – dziennik wydawany w Brunei, ukazujący się w języku malajskim. Został założony w 1995 roku.